# Перету (Олт)
Перету (рум. Peretu) насеље је у Румунији у округу Олт у општини Осика де Сус. Oпштина се налази на надморској висини од 90 m.

## Становништво
Према подацима из 2002. године у насељу је живело 231 становника, од којих су сви румунске националности.